# Ivan de Veenboer
Ivan Dirkie de Veenboer, ook bekend als Sulayman Reis (overleden 10 oktober 1620 bij Cartagena) was een 17e-eeuwse Nederlandse kaper. Tijdens de Tachtigjarige Oorlog was hij een kaper in dienst van de Republiek, maar later wendde hij zich tot piraterij en werd een officier onder Simon de Danser. Vervolgens bekeerde hij zich tot de islam en werd bekend als Süleyman Reis. Hij had een zeer succesvolle carrière als Ottomaanse kapitein en Barbarijse kaper en voerde tijdens zijn latere jaren het bevel over de kapervloot van Algiers.

## Biografie
Geboren in Hoorn, kwam De Veenboer voor het eerst in de schijnwerpers als een kaper voor de Republiek der Zeven Verenigde Nederlanden tegen de Spanjaarden tijdens de Tachtigjarige Oorlog. Hij opereerde legaal onder een kaperbrief van de Nederlandse Admiraliteit, maar verliet de dienst van de Republiek na weinig succes te hebben behaald. Hij sloot zich aan bij andere voormalige kapers die actief waren in Noord-Afrika, en werd ergens tussen 1606 en 1609 een officier onder Simon de Danser. De Veenboer had veel meer succes aan de Barbarijse kust en bekeerde zich, terwijl hij in Algiers was, tot de soennitische islam en veranderde zijn naam in Sulayman. Hij kreeg later de titel van Reis (of Admiraal) tijdens een bezoek aan de hoofdstad van het soennitische kalifaat, Constantinopel. Tegen 1617 had hij het bevel over zijn eigen vloot. Hij gebruikte meestal de kleuren van Algiers, maar zijn bemanning was overwegend Nederlands en hij liet altijd de Nederlandse vlag hijsen wanneer hij de Spanjaarden aanviel.
Uiteindelijk wilde hij terugkeren naar Nederland en probeerde hij via Wynant de Keyser van Bollandt, de Nederlandse consul in Algiers, te onderhandelen met de Nederlandse autoriteiten om gratie te krijgen. Hoewel hij grotendeels gestopt was met het aanvallen van Nederlandse schepen en ervoor zorgde dat de bemanning veilig terugkeerde wanneer hij dat wel deed, eindigde een ruzie met De Keyser zijn hoop om voor zijn misdaden te worden vrijgesproken.
In 1618 bereikte hij het hoogtepunt van zijn macht, met het bevel over vijftig oorlogsschepen in zijn vloot die waren opgesplitst in afzonderlijke eskaders. Verschillende toekomstige kapers voeren in zijn vloot, met name Jan Janszoon, die als stuurman werkte en zich ook tot de islam bekeerde. Datzelfde jaar verloor De Veenboer zijn leiderschapspositie aan Mustapha Reis. Na een gevecht met verschillende koopvaardijschepen, waaronder vijf Nederlandse schepen, een Frans en een Italiaans schip, wisten Reis en een andere kaper twee van de schepen te veroveren, terwijl de overige schepen konden ontsnappen.
Hij besloot zich terug te trekken en nam nog één laatste schip met een lading suiker in beslag, voordat hij zich in Algiers vestigde. Zijn pensioen duurde echter slechts kort, want in het begin van 1620 zeilde hij uit de haven en veroverde een rijke Franse prijs. Terwijl hij in juli van dat jaar langs de kust voer, werden hij en vier andere schepen vertraagd door windstilte en verrast door drie Nederlandse oorlogsschepen onder kapiteins 't Hoen, Cleijnsorgh en Schaeff. Hij en twee andere schepen wisten te ontsnappen, hoewel zijn vlaggenschip zwaar beschadigd was. In augustus wist hij Algiers te bereiken en, na een maand in de haven te hebben gerepareerd, vertrok hij opnieuw met acht schepen onder zijn bevel. Hij en zijn kleine vloot waren meer dan twee maanden op zee voordat ze op 10 oktober 1620 een eskader tegenkwamen van een Nederlands, twee Franse en twee Engelse oorlogsschepen. De Veenboer besloot de strijd aan te gaan en na een lang gevecht in de haven van Cartagena werd hij gedood nadat hij door een kanonskogel werd geraakt die beide benen verbrijzelde. Een sloep met zijn lijk werd door zijn vijanden naar de kust teruggebracht.

## Verder lezen
- Vrijman, L.C. Kaapvaart en zeeroverij. Amsterdam: L.C. Vrijman, 1938.
- Roll Family Genealogy (concise historical background information)